# Carl Bulcke

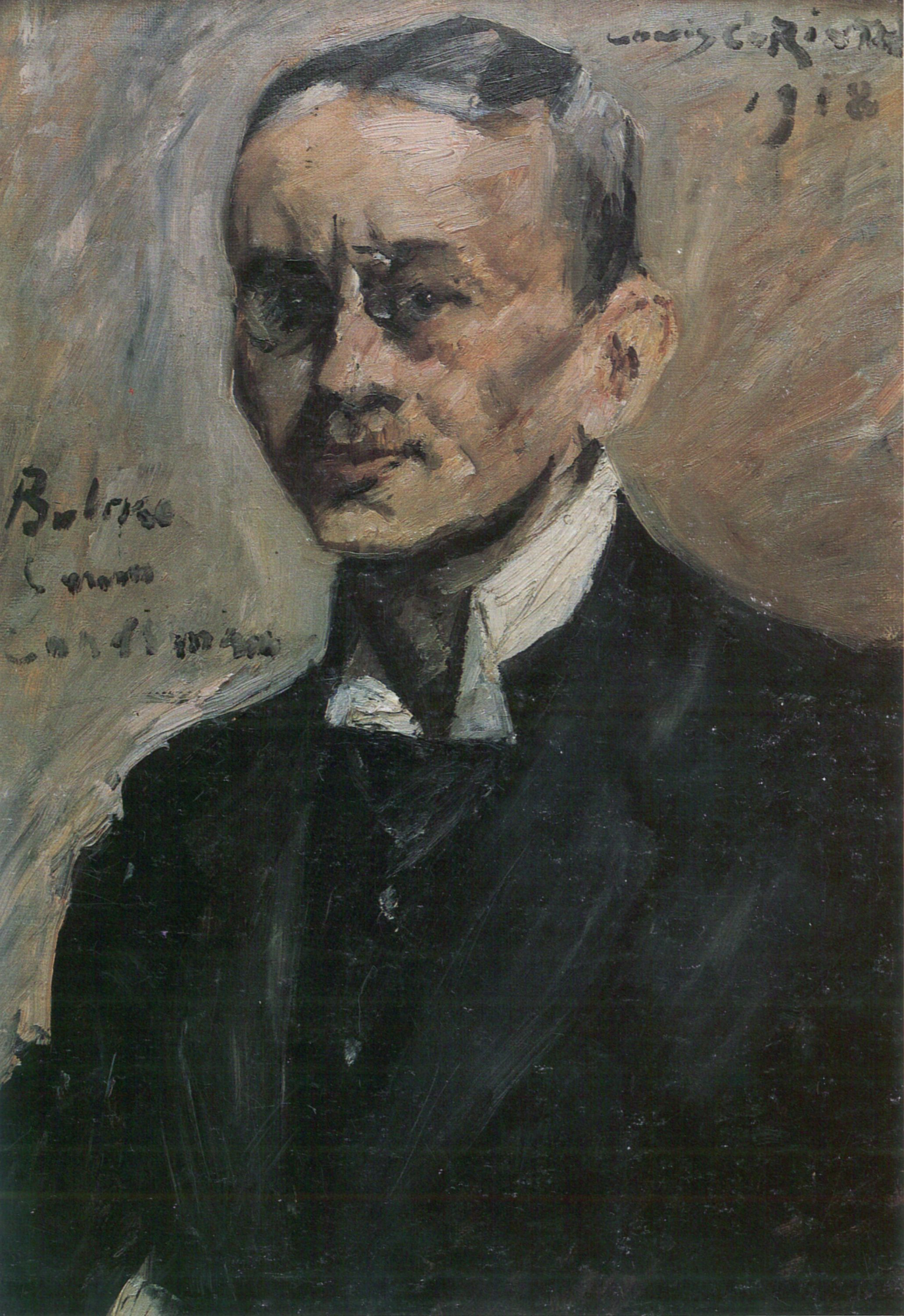
Lovis Corinth: Porträt des Schriftstellers Carl Bulcke, 1918

Carl Bulcke (* 29. April 1875 in Königsberg, Ostpreußen; † 24. Februar 1936 in Berlin) war ein deutscher Schriftsteller und Staatsanwalt.

## Leben

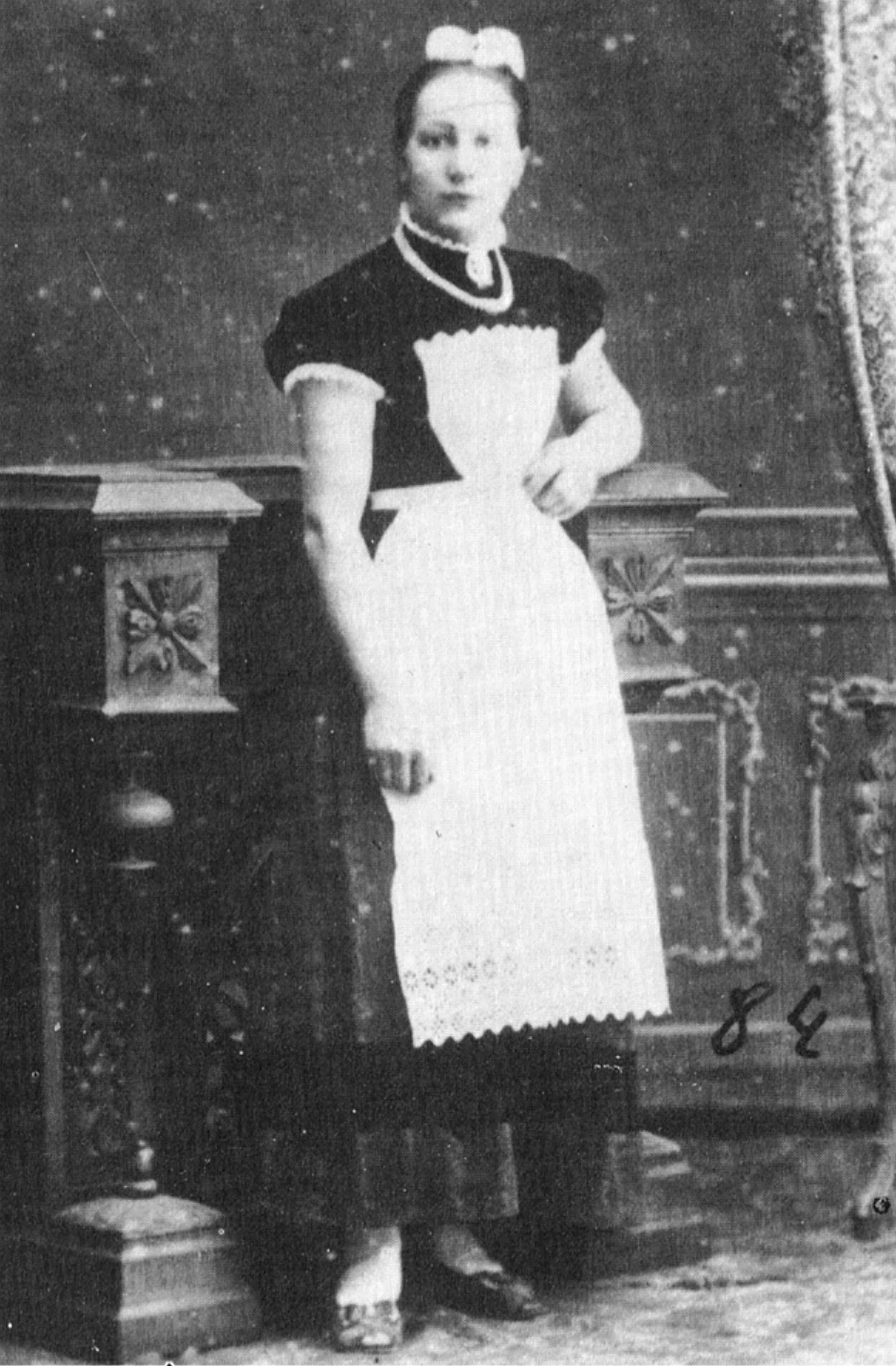
Meta Kahlke (1870–1886), durch ihr Schicksal wurde Carl Bulcke zum Roman „Silkes Liebe“ inspiriert

Nach dem Besuch des Altstädtischen Gymnasium in Königsberg begann Bulcke mit dem Jurastudium in Freiburg, das er später in Berlin und Kiel fortsetzte. In Freiburg wurde er Mitglied der Landsmannschaft Cimbria. Nach der Promotion zum Dr. iur. an der Albert-Ludwigs-Universität Freiburg, war Bulcke als Staatsanwalt in Naumburg (Saale), Nordhausen und Essen tätig. Zeitgleich war Bulcke als Lyriker, als Verfasser von Novellen und als Romanautor tätig. Um die Jahrhundertwende lebte er in Uetersen und war ein gern gesehener Gast bei den Damen der höheren Gesellschaft der Stadt. Durch deren Erzählungen über die menschlichen Tragödien und den Selbstmord von Meta Kahlke auf Schloss Düneck wurde er zu seinem Roman Silkes Liebe inspiriert, der 1901 erschien. 1909 wurde er zum ersten Vorsitzenden des in diesem Jahr gegründeten Schutzverbandes deutscher Schriftsteller ernannt. Während des Ersten Weltkriegs (1916) wurde er vom damaligen Beamten im Innenministerium Karl Helfferich nach Berlin berufen. Dort wurde er zum ersten Filmzensor des Kaiserreichs und 1920 Vorsitzender der Filmoberprüfstelle und gestaltete als Oberregierungsrat an dieser Behörde maßgeblich die Filmzensur der Weimarer Republik, bis er in dieser Funktion 1924 von Ernst Seeger abgelöst wurde. Bulcke verfasste vierzehn Romane und Novellen, deren Titel oft auf die Mühen der Schicksale junger Mädchen hinweisen. Zur Lebzeit Bulckes gehörten Silkes Liebe (1901), Ein Mensch namens Balzereit (1917) und Tapferer Cassio (1930) zu seinen bekanntesten literarischen Werken. Ein Eintrag zu Bulckes Person in Meyers Konversations-Lexikon aus dem Jahr 1925 hebt ihn als einen „außergewöhnlichen Schilderer der Wirklichkeit, besonders die seiner ostpreußischen Heimat“ hervor.
Nach der Machtergreifung der Nationalsozialisten gehörte er im Oktober 1933 zu den 88 deutschen Schriftstellern, die das Gelöbnis treuester Gefolgschaft für Adolf Hitler unterzeichneten.

## Familie
Geboren wurde Bulcke als Sohn des Kaufmanns Ernst Friedrich Bulcke und seiner Ehefrau Mara geb. Toussaint. In seinem Buch Die Reise nach Italien beschreibt Bulcke die Atmosphäre in seinem Elternhaus in Königsberg.
Am 16. Juli 1908 heiratete er in Weimar Maria Volkmann (1885–1965), die in Odessa geborene Tochter des Kaufmanns und amerikanischen Konsuls in Odessa Johann Hermann Volkmann und seiner Ehefrau Lina geb. Bleuler. Die Volkmanns waren eine weit verzweigte Bremer Kaufmannsfamilie. Johann Hermann Volkmanns Brüder waren u. a. der Rektor von Schulpforta Diederich Volkmann und der Aufsichtsratsvorsitzende der Norddeutschen Wollkämmerei Johann Heinrich Volkmann, deren Vater der Theologe Johann Heinrich Volkmann. Maria Bulcke geb. Volkmann hatte drei Schwestern, darunter Emmy Elisabeth, die 1904 den Bremer Kaufmann und späteren Finanzsenator seiner Heimatstadt Otto Flohr heiratete.
Carl und Maria Bulcke hatten drei Kinder: die Söhne Hans (* 1909) und Dietrich (* 1916) sowie die Tochter Susanne (* 1918), später verheiratete Bartels.

## Werke
- Ein altes Haus. 1898
- Treibsand. 1900
- Die Töchter der Salome (Gedichte). 1901
- Das Tagebuch der Susanne Övelgönne. 1905
- Silkes Liebe. 1906
- Die Reise nach Italien; oder Die drei Zeitalter. 1907
- Die Trostburgs. 1910
- Die süße Lili/Der Trauerflor. 1911
- Schwarz-Weiss-Hellgrün. 1913
- Die arme Betty. 1914
- Ein Mensch namens Balzereit. 1917
- Katharina. 1918
- Die schöne Frau Schmelzer. 1919
- Nikoline von Planta. 1930
- Und so verbringst du deine kurzen Tage. 1930
- Tapferer Cassio. 1930
- Die rote Zauberinsel (Tagebuchblätter von Helgoland). 1940 (posthum)

## Zensurgutachten (Auswahl)
- 1919: Die Verführten, Ergebnis: Verbot
- 1919: Die Teufelskirche, Ergebnis: Aufhebung des Verbotes, aber mit Jugendverbot belegt
- 1919: Der Herr der Liebe, Ergebnis: Verbot[2]
- 1920: Leichnam 427, Ergebnis: Verbot[3]
- 1921: Taschendiebe, Ergebnis: Jugendverbot[4]

## Sekundärliteratur
- Lothar Mosler: Blickpunkt Uetersen. Geschichte und Geschichten 1234–1984 (Menschliche Tragödien auf Schloß Düneck). Heydorn, Uetersen/Holstein 1985.